# Етлій
Етлій (грец. Ἀέθλιος), також Аетлій, Ефлій, Аефлій — персонаж давньогрецької міфології, син Зевса та Протогенеї, цар Еліди батько Ендеміона.
За іншою версією, Етлій мав двох синів Етола та Епея, вони стали прабатьками грецьких племен етолійців та епіротів.